# میدوی، شهرستان لافایت، آرکانزاس
میدوی (به انگلیسی: Midway) یک منطقهٔ مسکونی در ایالات متحده آمریکا است که در شهرستان لافایت، آرکانزاس واقع شده‌است. میدوی ۸۸٫۰۹ متر بالاتر از سطح دریا واقع شده‌است.